# Bitwa pod Mrzygłodami i Gruszką
Bitwa pod Mrzygłodami i Gruszką – bitwa stoczona 2 marca 1945 roku między oddziałami UPA a wojskami granicznymi NKWD wspieranymi przez jednostki Milicji Obywatelskiej. Bitwa zakończyła się niemal całkowitym zlikwidowaniem I i II batalionu kurenia UPA „Mesnyky-2”.

## Sytuacja przed bitwą
W trzecim tygodniu lutego 1945 roku, we wsi Huta Lubycka, której ludność była w całości ukraińska, sotnia kurenia UPA „Mesnyky-2” złożyła uroczystą przysięgę na wierność Ukrainie. Po złożeniu przysięgi, „Mesnyky-2" UPA podzielili się na cztery oddziały i udali się do swoich miejsc przeznaczenia w lasach ziemi rawskiej.
Dowódca kurenia, Iwan Szpontak (pseudonim „Zalizniak”), często dzielił swoje oddziały i stacjonował je w sąsiednich wsiach i przysiółkach. Pozwalało to uniknąć ataków NKWD na całą jednostkę i ewentualnej likwidacji. Cztery kompanie zmieniały miejsce obozowania co kilka dni, a 28 lutego dokonały ostatniej zmiany: pierwsza kompania, dowodzona przez Ołeksę Mazura, przeniosła się do Mrzygłodów; druga kompania, dowodzona przez Wasyla Dmytryszyna (pseudonim „Dym”), przeniosła się do wsi Gruszka; czwarta kompania, wraz z sotnikiem (pseudonim „Bis”), stacjonowała niedaleko Huty Lubyckiej; trzecia kompania, dowodzona przez Myrosława Onyszkewycza (pseudonim „Orest”), wraz z dowódcą kurenia „Zalizniaka”, znajdowała się w okolicach Dahany.
W przeddzień bitwy dowódcy obu kompanii rozproszyli strzelców w małych grupach po domach, wystawili wartę i wysłali posterunki w okolicy. Przeprowadzili nawet ćwiczenia obronne na wypadek niespodziewanego ataku wroga. Plan zakładał ochronę wioski i jej ludności przed niepotrzebnymi ofiarami oraz wycofanie się w kierunku lasu przez głęboki rów przeciwczołgowy, który został wykopany kilkaset metrów od wioski.
Jeden z posterunków został zdobyty. Na podstawie informacji uzyskanych podczas brutalnych tortur od jednego ze schwytanych rebeliantów, starszy lejtnant NKWD A.P. Kołpaszczykow opracował plan ataku.
Enkawudziści i funkcjonariusze MO otoczyli obie wioski ciasnym pierścieniem i rozstawili wszędzie swoje posterunki wojskowe. Enkawudziści prowadzeni przez ukraińskiego chłopa, który mieszkał w pobliskiej wsi Horaj i dobrze znał położenie posterunków upowców, byli w stanie ominąć te punkty niezauważeni przez wroga.

## Bitwa
Druga kompania „Dyma”, dowodzona przez Wasyla Dmytryszyna, znajdująca się we wsi Gruszka, jako pierwsza zaangażowała się w walkę – w śnieżycy grupa manewrowa NKWD z Rawy Ruskiej około 5 rano wpadła na posterunki drugiej kompanii, które otworzyły ogień do sowieckich żołnierzy. Jeden rój czwartego oddziału zajął pozycje 50 metrów na południe od wsi w młodym zaroście, a dwa pozostałe, wraz z dowódcą „Dymem”, uciekły do większego lasu na północny wschód od wsi, gdzie walczyły przez 4 godziny. Jednak po śmierci dowódcy „Dyma” oddział podzielił się na dwie części: jedna pod dowództwem „Marczenki” przedarła się przez okrążenie, a druga została rozproszona przez wroga i zaginęła. Zginął również dowódca 1. roju Mykoła Sudor (pseudonim „Susłyk”).
O 6 rano Sowieci zaatakowali z dwóch stron w Mrzygłodach 1. kompanię dowódcy Ołeksy Mazura „Myacha”. Pod osłoną ognia oddział wycofał się do lasu oddalonego o około 100 metrów od wsi. W lesie tym upowcy bronili się przez 2 godziny. Następnie pod atakami NKWD kompania wycofała się w kierunku rowu, nie wiedząc, że przeciwnik jest wyposażony w ciężkie karabiny maszynowe. Sowieci pozwolili rebeliantom odczołgać się 100 metrów od lasu, po czym otworzyli ogień z karabinów maszynowych. W walce zginęli wszyscy ukraińscy strzelcy. Przed śmiercią Ołeksa Mazur zdołał śmiertelnie ranić sowieckiego dowódcę Kołpaszczikowa.
Na polu bitwy poległo 23 upowców z tej grupy, jeden został ranny, a 10 zaginęło. Większość zaginionych próbowała samotnie wyrwać się z okrążenia, została pojmana przez sowieckie posterunki i na miejscu zabita strzałem w tył głowy.
O godz. 8 IV kompania wyruszyła z Huty Lubyckiej w kierunku Mrzygłód na pomoc, ale napotkała po drodze Sowietów i po godzinnej walce została zmuszona do odwrotu.
Polskie wojsko i milicja, liczące 200 żołnierzy, utrzymywały front od zachodu. W tym samym czasie Polacy zaatakowali Starą Hutę, gdzie zabili 11 upowców i spalili kilka domów, Dagany, gdzie spalono 21 domów i zabito 5 osób oraz Wierchratę, gdzie spalono 40 domów i zabito 8 osób. Wraz z Rosjanami Polacy zaatakowali również Hutę Lubycką, gdzie spalili kilka domów i dokonali serii aresztowań. Według Sowietów, Polacy zaatakowali Monasterz, gdzie zabili 51 upowców.
Ogółem w bitwie zginęło 62 upowców z oddziału „Mesnyky II”: 37 pod wsią Mrzygłód i 24 pod wsią Gruszka. Ciała zostały zabrane przez członków ukraińskiej administracji podziemnej i pochowane przez strzelców oddziału, dowodzonych przez wychowawcę politycznego sotni „Wołosza”. Pogrzeb odbył się w lesie niedaleko Mrzygłodów, na uroczysku Monasterz, na terenie dawnego klasztoru bazylianów. Pozostali zostali pochowani oddzielnie przez ukraińską administrację i rodziny poległych.

## Upamiętnienie
Przez długi czas w miejscu pochówku powstańców na wzgórzu Monasterz stał krzyż i niedokończony pomnik, ponieważ miejscowe władze nie wyrażały zgody na jego dokończenie. W 2000 roku Rada Ochrony Pamięci Walk i Męczeństwa na podstawie umowy między rządami Ukrainy i Polski usypała kopiec i wzniosła pomnik na własny koszt. Na tablicy pamiątkowej pod krzyżem umieszczono napis „Poległym za wolną Ukrainę” oraz imiona, nazwiska i daty urodzenia poległych.
W czerwcu 2015 roku nieznani sprawcy zamalowali granitowy krzyż i zniszczyli nagrobek z nazwiskami poległych wiosną 1945 roku.
W lutym 2017 roku pracownicy przedsiębiorstwa pamięci i poszukiwań „Dola” przy Lwowskiej Radzie Obwodowej usunęli farbę z krzyża na grobie członków UPA, który został zdewastowany, i próbowali odnowić tablicę pamiątkową.
Kolejny akt wandalizmu miał miejsce 20 stycznia 2020 roku. Nieznane osoby usunęły pozostałości tablicy pamiątkowej i wrzuciły je do dołu.
W październiku 2020 roku strona polska odrestaurowała pomnik z napisem:

„Zbiorowa mogiła Ukraińców, którzy zginęli w walce z sowieckim NKWD w lasach monasterskich w nocy z 2–3 marca 1945 r.”